# ポール・フリーズ
ポール・フリーズ（Paul Frees, 1920年6月22日 - 1986年11月2日）は、アメリカ合衆国の男性声優。イリノイ州シカゴ出身。

## 人物
1942年に俳優としてデビューし、シカゴでラジオドラマを中心に活動していたが、第二次世界大戦に従軍するため休業。ノルマンディ上陸作戦に参加するが、行動中に負傷して除隊。
その後はシュイナード美術大学に入学するも個人的な事情で中退し、声優に復帰。
1986年11月2日に心血管疾患のため、カリフォルニア州チバロンで死去。

## 出演作品

### テレビアニメ
- アニメ・ザ・ビートルズ（ジョン、ジョージ）
- 宇宙忍者ゴームズ（ガンロック、デッカチー）
- ウッディー・ウッドペッカー（キングサイズ）
- 原始家族フリントストーン（劇中番組ナレーション、バーニーのボス）
- ゆかいなターザン（ナレーター）
- スーパースリー（フリー、ナレーター）
- タコのロクちゃん（ロクちゃん）
- タンタンの冒険旅行（初代ベルヴィジョン版）（ハドック船長、デュポン＆デュボン）
- トムとジェリー（ラジオアナ）
- ドラ猫大将
- 秘密探偵クルクル（モコモコ 、チーフ、イエローピンキー、ハイスパイ）
- ロード・オブ・ザ・リング/指輪物語（エルロンド）

### 劇場アニメ
- ドナルドのさんすうマジック（数学の世界の精）
- 101匹わんちゃん（劇中番組ナレーション、ドーソン）
- ポピュラーソング・シンポジウム（ルードヴィヒ・フォン・ドレイク）

### テレビドラマ
- アンタッチャブル（ラジオの声）
- ナイトライダー（KARRの声（2代目））
- パパ大好き（アナウンサーの声）
- ヒッチコック劇場（駅のアナウンス）
- ぼくらのナニー（30sの声）
- 奇想天外! 鉄腕美女ワンダーウーマン（OPナレーター、フランクリン・ルーズベルトの声）

### 映画
- 赤い空
- 宇宙からの生命体ブラッド・ラスト（チャールズ・T・ポマー博士）
- 宇宙戦争（ナレーター、ラジオレポーター※顔出し）
- うっかり博士の大発明 フラバァ（スピーカーの声）
- お熱いのがお好き（ウェイターの声）
- グラン・プリ（矢村の声）
- The Cyclops（サイクロプスの声）
- ザ・ビートニックス（予告編ナレーション、様々な声）※監督、脚本も担当
- 七人の愚連隊（ラジオアナウンサーの声）
- スリルのすべて（アナウンサーの声）
- 続・猿の惑星（ナレーター）
- 空飛ぶ円盤地球を襲撃す（宇宙人の声）
- タイム・マシン 80万年後の世界へ（予告編ナレーション）
- トラ・トラ・トラ!（野村吉三郎の声（英語部分））
- 地球最後の日（ナレーター）
- 地球爆破作戦（コロッサスの声）
- 謎の大陸アトランティス（ナレーター、ネプチューンの声）
- ニューオーリンズの美女（ナレーター）
- ハードウェア・ウォーズ（ナレーター）
- ピーター・コットンテール 幸せを運ぶウサギ（ウェリントン大佐の助手、サンタクロース、消防士、おんどりの声）
- 秘密兵器リンペット（ヤドカリの声）
- Francis in the Haunted House （フランシスの声）
- ペティコート作戦（ルーピングボイス）
- ボクはむく犬（ナレーター）
- ミサイル空爆戦隊（兵士15の声）
- ミッドウェイ（山本五十六の声）
- 冷血（ラジオアナの声）
- Raw Wind in Eden（ウォーリーの声）

### 吹き替え
- Atoll K（アントワン）
- ゴジラの逆襲（小林弘治（千秋実）[1]、他）
- 空の大怪獣ラドン（西村警部（小堀明男）[1]）
- キングコングの逆襲（ドクター・フー（天本英世）[1]）※吹替演出も担当
- ハワイ・ミッドウェイ大海空戦 太平洋の嵐

### アトラクション
- Adventure Thru Inner Space（ナレーション）
- カリブの海賊（声の出演）
- ホーンテッドマンション（ゴーストホストの声）

### ラジオドラマ
- クライム・クラシックス（チャールズ・ドリュー・シニア、チャールズ・マクマナス、チャーリー・フォード、パブマン）
- エスケープ（ナレーター、司令官、側近、ハンソン、オウム、他）
- サスペンス（オープニングナレーション、通行人、モンスター）

### テレビCM
- Jolly Green Giant frozen foods（エルフの声）

### その他
- ディズニーランド（ルードヴィヒ・フォン・ドレイクの声、ナレーター）